# ないりっくん
ないりっくんは、2008年より秋田内陸縦貫鉄道のPRをしている応援キャラクターである。

## 概要
秋田内陸活性化本部に所属し、2013年8月1日付で仙北市職員に任命された。秋田内陸縦貫鉄道のマスコットキャラクターとして秋田内陸線と沿線を元気にPRしている。
秋田内陸縦貫鉄道AN-8800形気動車（AN-8806）をモチーフとした太陽のように真っ赤な車体が自慢。
特技はゴミの分別。
ウルトラマンのようなヒーローに憧れて、正義感が強い純粋な心の男の子。
けれど、照れ屋でかわいい女の子には弱い側面がある。